# フェヌー島
フェヌー島（Fænø）は、デンマークにある約400ヘクタールの島で、ミデルファート南西のリレベルトの程近くに位置する。
同島は、森林が大部分を占め、フェヌーゴード家の故郷であり、中央建築は、2003－4年に立てられテアデンマークで最も新しいマナーハウスの一つで、ホテルとして利用されている。フェヌー島とミデルファート間には、55フィートのフェヌースンドがあり、島の西側の北部には、フェヌーカルヴと呼ばれるわずか4.3ヘクタールの小さな島がある。

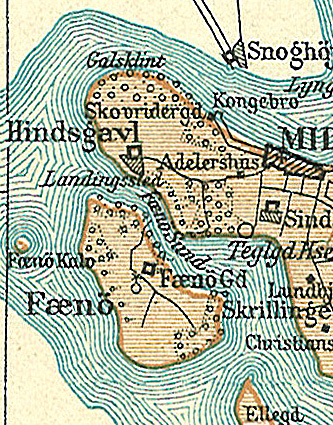
1900頃のフェヌー

## 外部リンク

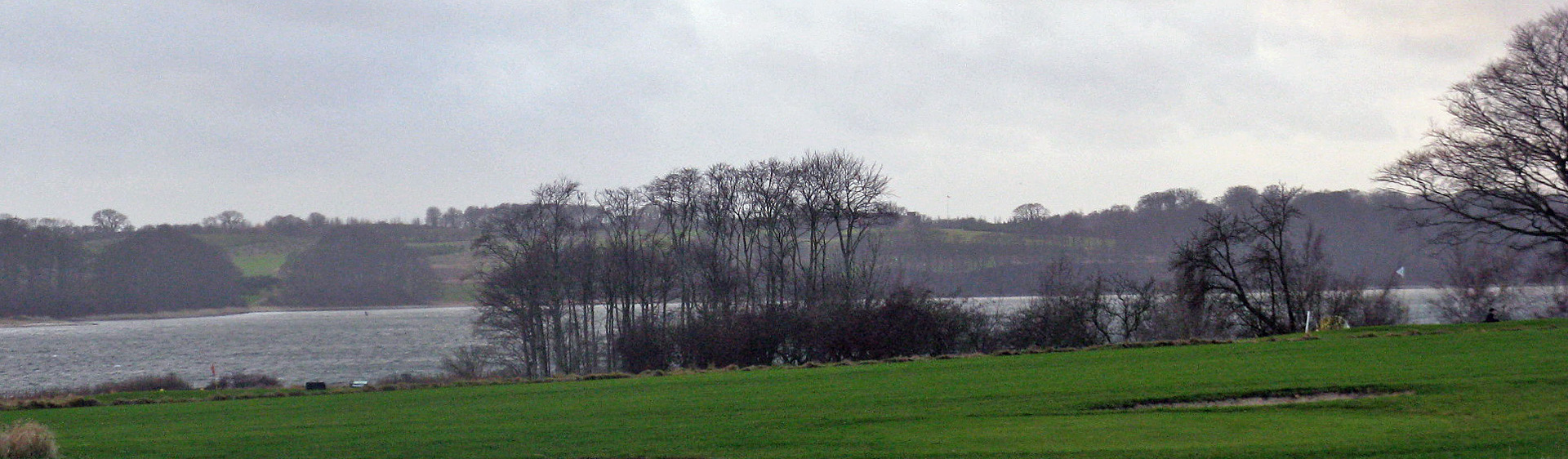
ミデルファートから見たフェヌー島